# Langona avara
Langona avara là một loài nhện trong họ Salticidae.
Loài này thuộc chi Langona. Langona avara được Elizabeth Maria Gifford Peckham & George William Peckham miêu tả năm 1903.